# Viharmadárfélék

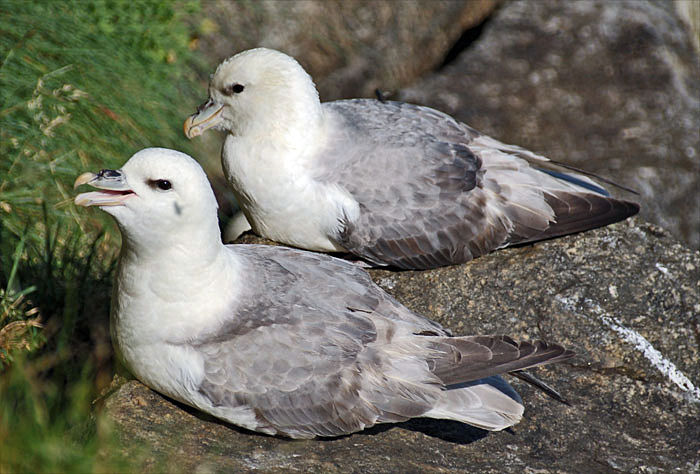
Északi sirályhojsza (Fulmarus glacialis)

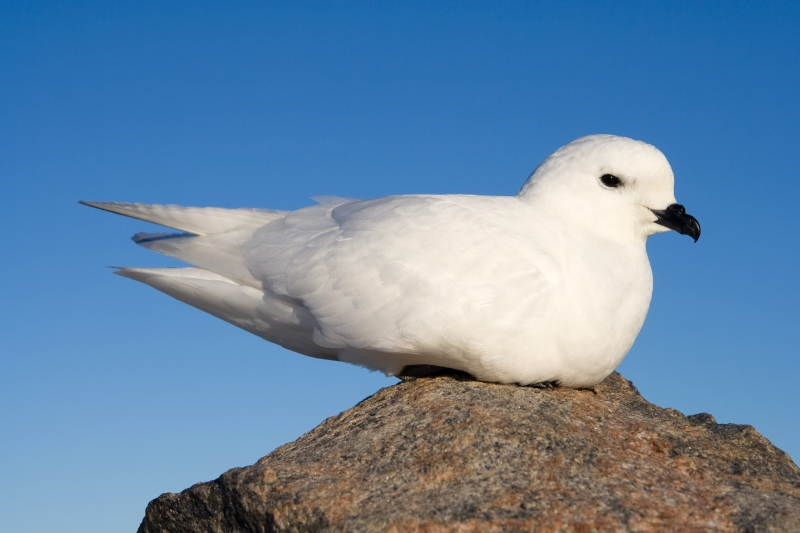
Hóhojsza (Pagodroma nivea)

A viharmadárfélék (Procellariidae) a madarak (Aves) osztályába és a viharmadár-alakúak (Procellariiformes) rendjébe tartozó család.

## Előfordulásuk
A nyílt tengerek gyors röptű madarai.

## Megjelenésük
Csőrük hosszú, horog alakú, orrnyílásuk megnyúlt, szárnyuk keskeny, körmük hegyes és éles, lehetővé teszi a csúszós vízi táplálék megragadását. A méretük tág határok közt változó. Tollazatuk szürke, barna, fehér vagy fekete. Tojójuk valamivel kisebb, mint a hím.

## Életmódjuk
Életüket a tengeren töltik, rossz időjárásban is repülnek. Táplálékuk halak, tintahalak és rákok.

## Szaporodásuk
Fészekaljukban egyetlen tojást költenek.

## Rendszertani besorolásuk és kifejlődésük
A Sibley–Ahlquist-féle madárrendszertan szerint, mely a madarak törzsfejlődésén (philogenesis) keresztül ment DNS–DNS-hibridizációra alapul, a viharmadár-alakúak körülbelül 30 millió éve válhattak szét négy különböző madárcsaládra. Egy fosszilis csontot, melyet gyakran e madárrendbe sorolnak, Tytthostonyx név alatt a K-T határ (70-60 millió év) rétegből került elő. Azonban ez a maradvány igen töredékes ahhoz, hogy pontosan megállapítható legyen a madárrendje, vagyis nem biztos, hogy tényleg viharmadár-alakúak-e. A molekuláris genetika szerint legelőször a viharfecskefélék (Hydrobatidae) váltak le törzsvonaltól; őket követték az albatroszfélék (Diomedeidae). Legutóbb pedig a szóban forgó viharmadárfélék, valamint a bukó viharmadárfélék (Pelecanoididae) alakították ki a saját családjaikat. Egyes taxonómusok, továbbá az újabb fejlődéstörténeti kutatások arra utalnak, hogy a bukó viharmadárfélék nem tartóznak külön családba, hanem viharmadárfélék családjának egyik része; mások viszont lássák bennük a jól kivehető különbségeket és az önálló családi státuszt támogatják. Mivel a bukó viharmadárfélék státusza még nincs tisztázva, a rendszertani besorolásuk marad a jelenlegi.
A modern viharmadárfélék családja, körülbelül a kora oligocéni rupeli nevű korszak idején válhatott le a viharmadár-alakúak többi ágától. E család elsőként levált ágát a Puffinus nemet tekintik; ezt az elméletet egy Belgiumban talált kövület alapján hozták létre. Ennek következtében pedig a modern viharmadárfélék a miocén korban jelentek meg. Más elméletek szerint a viharmadár-alakúak bazális radiációja, akár a legtöbb modern madárrend esetében az eocén korban történt meg. Ezt az utóbbi elképzelést a molekuláris törzsfejlődésben észrevett anomáliák is alátámasztják, melyek az egész madárrendben észrevehetők, például a villás viharfecskénél (Oceanodroma leucorhoa). E madárcsalád egyes nemei, manapság már csak a kövületekből ismertek (Argyrodyptes és Pterodromoides). A késő paleocén korszaki Eopuffinus, melyet néha a viharmadárfélék családjába helyeznek, meglehet, hogy nem is viharmadár-alakú.
A ma már érvénytelen Sibley–Ahlquist-féle madárrendszertan szerint az összes viharmadár-alakú a viharmadárfélék családjába tartozik, család mely a gólyaalakúak (Ciconiiformes) rendjének része.

## Rendszerezésük
A legfrissebb rendszerezés szerint 15 madárnem és 88 recens faj létezik. A közeljövőben meglehet, hogy e családbeli madárnemek száma eggyel bővül; továbbá a recens fajokban olyan kihalt fajok is vannak, melyek az elmúlt 500 év során pusztultak ki. A recens fajok mellett fosszilis fajok is vannak, melyek a nemeikről szóló szócikkekben láthatók.

### Fordítás
- Ez a szócikk részben vagy egészben  a   Procellariidae című angol Wikipédia-szócikk ezen változatának fordításán alapul.  Az eredeti cikk szerkesztőit annak laptörténete sorolja fel. Ez a jelzés csupán a megfogalmazás eredetét és a szerzői jogokat jelzi, nem szolgál a cikkben szereplő információk forrásmegjelöléseként.